# Verenigde Staten op de Olympische Zomerspelen 1920
De Verenigde Staten namen deel aan de Olympische Zomerspelen 1920 in Antwerpen, België. Met onder meer 41 gouden medailles werd beslag gelegd op de eerste plaats in het medailleklassement.

## Medailles

### Goud
- Atletiek
  - Mannen 100m: Charles Paddock
  - Mannen 200m: Allen Woodring
  - Mannen 3000m: Amerikaanse team
  - Mannen 400m horden: Frank Loomis
  - Mannen 4x100m estafette: Amerikaanse team
  - Mannen 25,4 kg gewichtwerpen: Pat McDonald
  - Mannen kogelslingeren: Patrick Ryan
  - Mannen hoogspringen: Richmond Landon
  - Mannen polsstokhoogspringen: Frank Foss
- Boksen
  - Vlieggewicht: Frankie Genaro
  - Lichtgewicht: Samuel Mosberg
  - Halfzwaargewicht: Eddie Eagan
- Schoonspringen
  - Mannen 10m platform: Clarence Pinkston
  - Mannen 3m plank: Louis Kuehn
  - Vrouwen 3m plank: Aileen Riggin
- Roeien
  - Mannen dubbel twee (2x): Paul Costello en John B. Kelly, Sr.
  - Mannen acht (8+): Amerikaans team
  - Mannen skiff (1x): John B. Kelly, Sr.
- Rugby
  - Amerikaanse team
- Schieten
  - Mannen team vrij geweer, 300m+600m: Amerikaanse team
  - Mannen 300m vrij geweer, 3 posities: Morris Fisher
  - Mannen team 300 m militair geweer, liggend: Amerikaanse team
  - Mannen team 30m militair pistool: Amerikaanse team
  - Mannen team 50m militair pistool: Amerikaanse team
  - Mannen 50m pistool: Carl Frederick
  - Mannen 50m kleinkalibergeweer: Lawrence Nuesslein
  - Mannen team 50m kleinkalibergeweer: Amerikaanse team
  - Mannen team 600m vrij geweer: Amerikaanse team
  - Mannen 300m militair geweer, staand: Carl Osburn
  - Mannen team kleiduiven: Amerikaanse team
  - Mannen team vrij geweer: Amerikaanse team
  - Mannen trap: Mark Arie
- Zwemmen
  - Mannen 100m rugslag: Warren Kealoha
  - Mannen 100m vrije stijl: Duke Kahanamoku
  - Vrouwen 100m vrije stijl: Ethelda Bleibtrey
  - Mannen 1500m vrije stijl: Norman Ross
  - Mannen 400m vrije stijl: Norman Ross
  - Vrouwen 300m vrije stijl: Ethelda Bleibtrey
  - Vrouwen 4x100m vrije stijl estafette: Amerikaanse team
  - Mannen 4x200m vrije stijl estafette: Amerikaanse team
- Worstelen
  - Vrije stijl vedergewicht: Charles Ackerly

### Zilver
- Atletiek
  - Mannen 10000m snelwandelen: Joseph Pearman
  - Mannen 100m: Morris Kirksey
  - Mannen 110m horden: Harold Barron
  - Mannen 200m: Charles Paddock
  - Mannen 3000m steeplechase: Patrick Flynn
  - Mannen 400m horden: John Norton
  - Mannen 25,4 kg gewichtwerpen: Patrick Ryan
  - Mannen 800m: Earl Eby
  - Mannen tienkamp: Brutus Hamilton
  - Mannen hoogspringen: Harold Muller
  - Mannen verspringen: Carl Johnson
  - Mannen vijfkamp: Everett Bradley
- Schoonspringen
  - Mannen 3m plank: Clarence Pinkston
  - Vrouwen 3m plank: Helen Wainwright
- IJshockey
  - Amerikaans team
- Roeien
  - Mannen vier met (4+): Amerikaanse team
- Schieten
  - Mannen 25m snelvuurpistool: Raymond Bracken
  - Mannen team 300m militair geweer, staand: Amerikaanse team
  - Mannen 50m kleinkalibergeweer: Arthur Rothrock
  - Mannen trap: Frank Troeh
- Zwemmen
  - Mannen 100m rugslag: Raymond Kegeris
  - Mannen 100m vrije stijl: Pua Kela Kealoha
  - Vrouwen 100m vrije stijl: Irene Guest
  - Mannen 400m vrije stijl: Ludy Langer
  - Vrouwen 300m vrije stijl: Margaret Woodbridge
- Worstelen
  - Vrije stijl zwaargewicht: Nathaniel Pendleton
  - Vrije stijl vedergewicht: Samuel Gerson

### Brons
- Atletiek
  - Mannen 110m horden: Frederick Murray
  - Mannen 1500m: Lawrence Shields
  - Mannen 3000m snelwandelen: Richard Remer
  - Mannen 400m horden: August Desch
  - Mannen discuswerpen: Gus Pope
  - Mannen kogelslingeren: Basil Bennet
  - Mannen polsstokhoogspringen: Edwin Myers
  - Mannen kogelstoten: Harry Liversedge
- Boksen
  - Weltergewicht: Frederick Colberg
- Schoonspringen
  - Mannen 10m platform: Harry Prieste
  - Mannen 3m plank: Louis Balbach
  - Vrouwen 3m plank: Thelma Payne
- Schermen
  - Mannen team floret: Amerikaanse team
- Kunstrijden
  - Vrouwen enkel: Theresa Weld
- Polo
  - Amerikaans team
- Schieten
  - Mannen team 100m rennend hert, enkel schot: Amerikaanse team
  - Mannen 50m pistool: Alfred Lane
  - Mannen 50m kleinkalibergeweer: Dennis Fenton
  - Mannen 600m vrij geweer: Lloyd Spooner
  - Mannen 300m militair geweer, staand: Lawrence Nuesslein
  - Mannen trap: Frank Wright
- Zwemmen
  - Mannen 100m vrije stijl: William Harris
  - Vrouwen 100m vrije stijl: Frankrijks Schroth
  - Vrouwen 400m vrije stijl: Frankrijks Schroth
- Worstelen
  - Vrije stijl zwaargewicht: Fred Meyer
  - Vrije stijl middengewicht: Charles Johnson
  - Vrije stijl halfzwaargewicht: Walter Maurer

Argentinië · Australië · België · Brazilië · Brits-Indië · Canada · Chili · Denemarken · Egypte · Estland · Finland · Frankrijk · Griekenland · Groot-Brittannië · Italië · Japan · Joegoslavië · Luxemburg · Monaco · Nederland · Nieuw-Zeeland · Noorwegen · Portugal · Spanje · Tsjecho-Slowakije · Verenigde Staten · Zuid-Afrika · Zweden · Zwitserland